# Desigualtat triangular

Desigualtat del triangle

El teorema de desigualtat triangular afirma que en qualsevol triangle la longitud d'un dels costats no pot mai superar a la suma de les longituds dels altres dos.

## Espais vectorials normats
El teorema pot generalitzar-se a espais vectorials normats, obtenint-se la següent versió de la desigualtat triangular:
| En tot espai vectorial normat {\displaystyle V}, {\displaystyle \forall x,y\in V,\ \ \left\\|x+y\right\\|\leq \left\\|x\right\\|+\left\\|y\right\\|} |

És a dir, que la norma de la suma de dos vectors és sempre menor o igual a la suma de les normes dels dos vectors.
En el cas particular de considerar la recta real com espai vectorial normat amb el valor absolut com norma obtenim la següent versió del teorema:
| Per a qualssevol dos nombres a i b, {\displaystyle \|a+b\|\leq \|a\|+\|b\|} |

que demostrarem a continuació.

### Demostració (cas real)
Fent ús de les propietats del valor absolut, és possible escriure:
{\displaystyle -|a|\leq a\leq |a|}
{\displaystyle -|b|\leq b\leq |b|}
Sumant ambdues inequacions:
{\displaystyle -(|a|+|b|)\leq a+b\leq |a|+|b|}
Al mateix temps, usant la propietat de valor absolut {\displaystyle |a|\leq b} si i sols si {\displaystyle -b\leq a\leq b} en la línia de dalt queda: 
{\displaystyle |a+b|\leq |a|+|b|}

### Desigualtat triangular per a un espai n-dimensional
Està dada per l'expressió:
{\displaystyle \left|\sum _{i=m}^{n}x_{i}\right|\leq \sum _{i=m}^{n}|x_{i}|.}
on m i n són nombres naturals, i {\displaystyle x_{i}} nombres reals.
Demostració
Ara anem a demostrar que l'expressió anterior és certa per qualsevol n natural utilitzant el mètode d'inducció matemàtica.
(Suposarem que per n=2 ja està demostrat en l'inici de l'article)
- Per a n=1:

{\displaystyle |x_{1}|\leq |x_{1}|.} (si bé son iguals, és cert que un nombre es menor o igual a si mateix)
- Ara assumim que se compleix per n=k, amb k un nombre natural major que 1.

{\displaystyle \left|\sum _{i=m}^{k}x_{i}\right|\leq \sum _{i=m}^{k}|x_{i}|.}
i provem que la desigualtat també se compleix per a n=k+1.
Partim de la següent expressió:
{\displaystyle \left|\sum _{i=m}^{k+1}x_{i}\right|=\left|\sum _{i=m}^{k}x_{i}+x_{k+1}\right|}
Com que {\displaystyle \sum _{i=m}^{k}x_{i}} és un nombre i {\displaystyle x_{k+1}} és altre, podem aplicar la desigualtat triangular per n=2
{\displaystyle \left|\sum _{i=m}^{k}x_{i}+x_{k+1}\right|\leq \left|\sum _{i=m}^{k}x_{i}\right|+|x_{k+1}|}
Després, com que {\displaystyle |x_{k+1}|} és sempre positiu i hem assumit que se compleix per n=k podem afirmar que:
{\displaystyle \left|\sum _{i=m}^{k}x_{i}\right|+|x_{k+1}|\leq \sum _{i=m}^{k}|x_{i}|+|x_{k+1}|}
Ajuntant el terme k+1 amb el sumatori ens queda:
{\displaystyle \sum _{i=m}^{k+1}|x_{i}|+|x_{k+1}|=\sum _{i=m}^{k+1}|x_{i}|}
Partint de {\displaystyle \left|\sum _{i=m}^{k}x_{i}\right|}, a través de passos lícits per igualtats i desigualtats del tipus "{\displaystyle \leq }" hem arribat a {\displaystyle \sum _{i=m}^{k+1}|x_{i}|}. Així, podem concloure que:
{\displaystyle \left|\sum _{i=m}^{k+1}x_{i}\right|\leq \sum _{i=m}^{k+1}|x_{i}|.}